# São Manoel do Paraná
São Manoel do Paraná ist ein brasilianisches Munizip im Bundesstaat Paraná. Es hat 2138 Einwohner (2022), die sich São Manoelenser nennen. Seine Fläche beträgt 95 km². Es liegt 402 Meter über dem Meeresspiegel.

## Etymologie
Der Name erinnert an den portugiesischen Heiligen São Manoel.

## Geschichte
Die Siedlung mit dem Namen Patrimônio de São Manoel wurde an einem Weg gegründet, der als Peabiru-Weg oder später als Weg des Heiligen Thomas bekannt war. Hier am linken Ufer des Ivaí lebten in der Nähe des Rio dos Índios die Cariris-Indianer. Als in den 50er Jahren das Land aufgeteilt wurde, kamen Pioniere in der Absicht, Kaffee anzubauen oder den Lebensmittelhandel (Secos e Molhados) zu erkunden.
São Manoel do Paraná wurde durch das Staatsgesetz Nr. 9369 vom 13. September 1990 in den Rang eines Munizips erhoben und am 1. Januar 1993 als Munizip installiert.

## Geografie

### Fläche und Lage
São Manoel do Paraná liegt auf dem Terceiro Planalto Paranaense (der Dritten oder Guarapuava-Hochebene von Paraná) auf 23° 24′ 10″ südlicher Breite und 52° 38′ 38″ westlicher Länge. Es hat eine Fläche von 95 km². Es liegt auf einer Höhe von 402 Metern.

### Vegetation
Das Biom von São Manoel do Paranáist Mata Atlântica.

### Klima
In São Manoel do Paraná herrscht tropisches Klima. Die meiste Zeit im Jahr ist mit erheblichem Niederschlag zu rechnen. Selbst im trockensten Monat fällt eine Menge Regen. Die Klimaklassifikation nach Köppen und Geiger lautet Af. Es herrscht im Jahresdurchschnitt eine Temperatur von 22,8 °C. Innerhalb eines Jahres gibt es 1491 mm Niederschlag.

### Gewässer
Im Norden grenzt das Munizip an den Ivaí. Der Rio dos Índios bildet die südöstliche Grenze des Munizips. An der westlichen Grenze ist der Ribeirão São João. Beide fließen in nördlicher Richtung zum Ivaí.

### Straßen
Über die PR-479 kommt man im Norden zur Ivaí-Brücke bei Paraíso do Norte und im Süden nach Indianópolis.

### Nachbarmunizipien
|        | Paraíso do Norte                            | São Carlos do Ivaí |
| Rondon | Kompassrose, die auf Nachbargemeinden zeigt |                    |
|        | Indianópolis                                | Japurá             |

## Stadtverwaltung
Bürgermeister: Agnaldo Trevisan, PSB (2021–2024)

## Demografie

### Bevölkerungsentwicklung
| Jahr | Einwohner | Stadt | Land |
| ---- | --------- | ----- | ---- |
| 2000 | 2.072     | 48 %  | 52 % |
| 2010 | 2.098     | 55 %  | 45 % |
| 2021 | 2.138     |       |      |

Quelle: IBGE (2011) und Volkszählung 2022

### Ethnische Zusammensetzung
| Gruppe *    | 2000    | 2010    | |
| ----------- | ------- | ------- | --- |
| Weiße       | 73,0 %  | 64,3 %  | wer sich als weiß erklärt                                                                                     |
| Schwarze    | 2,7 %   | 2,6 %   | wer sich als schwarz erklärt                                                                                  |
| Gelbe       | 0,0 %   | 0,4 %   | Personen fernöstlicher Herkunft wie japanisch, chinesisch, koreanisch etc.                                    |
| Braune      | 23,7 %  | 32,3 %  | wer sich als braun erklärt oder wer sich mit einer Mischung von zwei oder mehr der fünf Gruppen identifiziert |
| Indigene    | 0,0 %   | 0,4 %   | wer sich als Ureinwohner oder Indio erklärt                                                                   |
| ohne Angabe | 0,6 %   | 0,0 %   | |
| Gesamt      | 100,0 % | 100,0 % | |

*) Anmerkung: Das IBGE verwendet für Volkszählungen ausschließlich diese fünf Gruppen. Es verzichtet bewusst auf Erläuterungen. Die Zugehörigkeit wird vom Einwohner selbst festgelegt.

Quelle: IBGE (Stand: 1991, 2000 und 2010)

## Wirtschaft
Die wirtschaftliche Grundlage besteht aus Landwirtschaft und Viehzucht.